# Källbacken, Knivsta kommun
Källbacken är en ort i Knivsta socken i Knivsta kommun i Uppsala län, belägen mellan Alsike och Knivsta.
Orten avgränsades som småort av SCB år 2005 men till revideringen år 2010 hade den förlorat sin status som småort.